# Géographie galactique de Star Wars

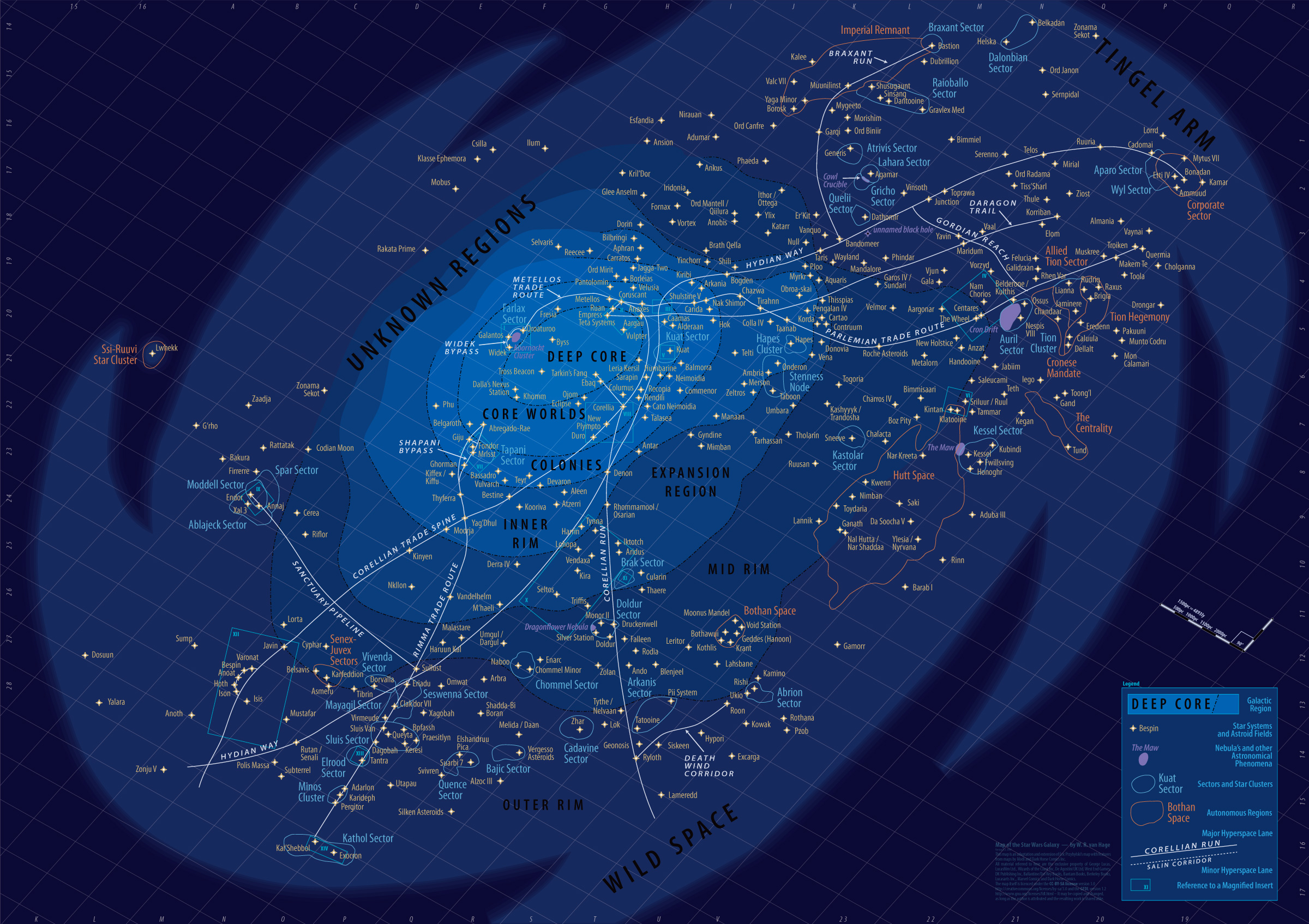
Carte de la galaxie de Star Wars.

Cet article présente les différents territoires à l'échelle galactique de l’univers fictif Star Wars.

## Bordure

### Régions inconnues
Les Régions Inconnues englobent la zone de la galaxie la plus à l'écart de la République. Elles n'ont pas été explorées, mais on estime qu'elles englobent 15 % de la Galaxie.

#### Ascendance Chiss
L'Ascendance Chiss est un peuple puissant mais qui se cache face au gouvernement galactique. Des familles aristocrates dirigent ce territoire peuplé par les Chiss, presque-humains à la peau bleue et aux yeux rouges. Le plus connu d'entre eux est Thrawn, Grand Amiral de l'Empire.
La capitale de l'Ascendance est Csalpar, une ville à Csilla, planète enneigée. Les Nuruodo, famille de Thrawn, vivent à Naporar.

#### Hégémonie Grysk
L'Hégémonie Grysk est un peuple rival de l'Ascendance Chiss. Ce territoire n'est pas connu des habitants de l'Empire, à part quelques exceptions comme le Grand Amiral Thrawn.

### Espace sauvage
L'Espace sauvage est la partie de la galaxie non colonisée mais tout de même explorée, contrairement aux Régions Inconnues. Il sert notamment de refuge pour des criminels.

### Bordure extérieure
La Bordure Extérieure est le plus grand territoire de la Galaxie. Elle est dominée par des criminels, notamment les Hutts, et est régie par peu de lois. Les planètes y sont très diversifiées.
Plusieurs importants événements s'y sont déroulés, comme la fin des Guerres Sith (Ruusan) et la fin de la Guerre des Clones (Mustafar).

#### Secteur Arkanis
Le Secteur Arkanis se situe au Sud-Est galactique. Il est délimité à son Sud-Ouest par la Passe Corellienne et à son Nord-Ouest par la Bordure Médiane. Il est particulièrement influencé par l'Espace Hutt, dont il a longtemps fait partie.
Comme son nom l'indique, Arkanis, colonisée vers 4 200 av. BY, en est la capitale. Jouent aussi une importance historique Tatooine et Géonosis, situées au centre du secteur et séparées entre elles d'un parsec. Jabba le Hutt, l'un des plus influents, vit à Tatooine, et la Guerre des Clones commence à Géonosis.

#### Centralité
La Centralité a toujours été influencée par les Hutts, sans être pour autant annexée par l'Espace Hutt, qui y trouve peu d'intérêt. L'Empire cependant l'annexe, laissant tout de même l'influence Hutt perdurer.
La capitale y est Erilnar.

#### Secteur corporatif
La zone du Secteur Corporatif commence à être explorée vers 4 500 av. BY. Ce secteur termine la Voie Hydienne. Il est annexé par l'Empire après une indépendance, mais la Nouvelle République et les Yuuzhan Vong l'ignorent et le laissent s'isoler.
La capitale y est Etti, tandis que la Voie Hydienne s'y achève à Bonadan.

#### Secteur de l'Étendue gordienne
L'Etendue Gordienne est proche de la Voie Hydienne sans pour autant la toucher. Il contient notamment une nébuleuse nommée The Roil.
La capitale en est Torque. Yavin a aussi joué un rôle historique important en étant une base rebelle, et beaucoup plus tôt en ayant accueilli le Sith Exar Kun.

#### Grand Javin
Le Grand Javin se situe au Sud galactique. Il est composé de trois secteurs : le Secteur Javin au Nord, le Secteur Yarith à l'Ouest et le Secteur Anoat à l'Est. La Voie Marchande Corellienne, une des principales routes hyperspatiales, le traverse.
Javin, capitale du Secteur Javin, donne son nom au territoire. Le Secteur Yarith est régi par la planète Isde Naha, le Secteur Anoat par la planète Gerrenthum. Dans le Secteur Anoat, on trouve aussi le long de la route nommé Corridor Ison, du Sud au Nord : Hoth, où se trouvait la base Echo de l'Alliance Rebelle, Anoat, qui donne son nom au secteur, et Bespin, où vivait le contrebandier et rebelle Lando Calrissian.

#### Région Zuma
La Région Zuma se situe au Sud-Ouest galactique. Elle est séparée en deux parties : la Région Extérieure et la Région Intérieure au-dessus. La Région Extérieure de Zuma est composée du Secteur Kakani, du Secteur Sugai, du Secteur Fusai et du Secteur Ikenomin. La Région Intérieure de Zuma est composée du Secteur Moddell, du Secteur Ablajeck et du Secteur Spar.
Le Secteur Moddell est le principal des sept. Sa capitale est Annaj. Endor, dans ce même secteur, a quant à elle accueilli le chantier de la Seconde Étoile de la Mort et par conséquent la bataille d'Endor, décisive durant la Guerre Civile Galactique.

#### Espace Mon Calamari
L'Espace Mon Calamari est formé dès 4 400 av. BY. Les Mon Calamari, sans réel soutien des Quarren, décident de se lancer dans des explorations des systèmes entourant leur monde natal. L'Espace Mon Calamari est représenté dans la République par un Sénateur quelques années, juste en tant qu'allié du gouvernement galactique. Cet espace devient un important soutien pour les Rebelles.
Mon Cala est la planète d'origine des Mon Calamari et des Quarren, donc la capitale de cet espace.

#### Espace mandalorien
Lorsque les Taung fuient Coruscant, ils commencent à fonder l'Espace Mandalorien. Bien qu'il atteigne la taille de l'Espace Hutt en 3 965 av. BY, il est vaincu par la République, et après avoir été basé sur des conquêtes militaires, l'Espace Mandalorien est dirigé par des Nouveaux Mandaloriens, pacifiques ; l'Espace Mandalorien, après avoir fait partie de la République et de l'Empire, redevient indépendant, mais avec une superficie similaire à celle de l'Amas de Hapes.
Mandalore en est la capitale. Concord Dawn est l'une des principales autres planètes mandaloriennes.

#### Grand Seswenna ou Sur-secteur extérieur
Le Grand Seswenna est un Secteur de la République, réaménagé sous l'Empire en Sur-Secteur Extérieur. Il se trouve au Sud galactique.
Eriadu, origine du Grand Moff Tarkin, est la capitale de la zone.

### Espace Hutt
L'Espace Hutt est fondé plus de 25 millénaires avant la bataille de Yavin. Il change de taille au fil du temps, pour atteindre son apogée aux derniers temps de la République. Il s'allie généralement à la puissance dominante de la Galaxie.
D'abord basé sur Varl, il prend ensuite Nal Hutta comme capitale, tout en donnant une grande importance à sa lune Nar Shadda.

### Bordure médiane
La Bordure Médiane est souvent considérée comme ne possédant rien d'intéressant. Elle est ainsi ignorée par la République et par les criminels. L'une des principales activités pratiquées dans la région est l'agriculture.
Malgré tout, quelques planètes de la région ont eu une importance galactique. Par exemple, Naboo est la planète d'origine de Palpatine, Chancelier puis Empereur, et la cible d'un blocus organisé par la Fédération du Commerce en -32. D'autres planètes sont aussi non négligeables, comme Malastare, Uba IV voire Roche.

#### Espace Bothan
L'Espace Bothan entoure la planète Bothawui, origine de l'espèce dominante, les Bothans. Environ 150 systèmes y sont colonisés par les Bothans. L'Empire n'annexe pas cette Région Alliée, mais la surveille fortement.
Bothawui en est la capitale.

#### Paqwepori
Paqwepori comporte de neuf dizaines de systèmes, riches pour plusieurs, desservis par la Passe Corellienne. Il est peuplé par les Paqwepori. Il s'agit d'une Région Alliée à la Nouvelle République.
Paqwepor Major en est la capitale.

#### Région de Kashyyyk
La Région de Kashyyyk est traversée par plusieurs routes hyperspatiales, notamment la Route Commerciale Perlemienne. Elle est délimitée à l'Ouest par la Zone d'Expansion et à l'Est par l'Espace Hutt. Elle englobe sept secteurs, dont le Secteur Mytaranor, celui de Kashyyyk.
Kashyyyk (origine de l'espèce de Chewbacca), voisine de Trandosha (origine de l'espèce de Bossk) donne son nom à la région, mais elle n'en est pas la principale planète. Rien que dans son secteur, Randon est la capitale. Togoria et Uyter sont d'autres planètes notables de la Région de Kashyyyk.

#### Mondes Senex-Juvex
Senex-Juvex est une étendue, composée, comme son nom l'indique, du Secteur Senex et du Secteur Juvex. Elle a été créée vers 1 000 av. BY par le Républicain Vandron et d'autres familles qui l'ont accompagné après un désaccord avec le Sénat. Neuf Maisons dirigent le Secteur le Senex, à l'Est. Huit Maisons dirigent le Juvex, à l'Ouest. Le Neuvième Quadrant est un territoire proche, au Sud, revendiqué par Senex-Juvex. Quelques siècles plus tard, la République absorbe progressivement Senex-Juvex. Après la chute de l'Empire, la zone reste isolée du reste de la Galaxie comme elle l'avait été avant.
Senex est la première capitale du Secteur Senex, ensuite remplacée par Neelanon. Juvex reste capitale du Secteur éponyme. la nébuleuse au milieu de la région s'appelle Linceul de Thull, en hommage à celui qui s'est installé dans la zone.

### Zone d'expansion
La Zone d'Expansion est à la suite de sa découverte laissée aux corporations par la République. Celles-ci la sur-exploitent rapidement. Dans son Histoire, la Zone d'Expansion connaît beaucoup de crises économiques. La région est peu colonisée au profit de la Bordure ; les routes hyperspatiales y sont ainsi moins nombreuses. Dans les derniers temps de la République, la Fédération du Commerce domine cette zone, et, sous l'Empire, l'Alliance Rebelle s'y réfugie.

## Grand Noyau

### Bordure intérieure
La Bordure Intérieure est la région située le plus à l'extérieur de ce qu'on appelle le Grand Noyau (les quatre régions intérieures), par opposition à la Bordure. Les planètes de cette région ont ainsi une influence politique assez conséquente sur la Galaxie.
Plusieurs planètes ont montré une grande importance. Ainsi, Denon fut temporairement la capitale de l'Alliance Galactique après l'attaque des Vong.

#### Régions Ktilac
Les Régions Ktilac sont commandées par trois espèces : les Ktilac, les Murachaun et les Tocoyans. Chacune dirige 63 systèmes.
Les Ktilac viennent de Ktil ; les Murachaun viennent de Nahsu Minor ; les Tocoyans viennent de Tocoya.

#### Nouane
Nouane est un petit empire, qui s'est allié à la République pour éviter les attaques de Mandalore. Après une intégration officielle, Nouane déclare son indépendance à la suite de la chute de l'Empire.
La capitale de Nouane, une planète aussi appelée Nouane, est très visitée par les amateurs d'art et les philosophes.

#### Amas de Hapes
L'Amas de Hapes est isolé du reste de la Galaxie. Il a été fondé en 4 200 av. BY et est dirigé par une Reine Mère. La République et l'Empire ignorent ce territoire et lui laissent son indépendance. L'Amas rejoint ensuite la Nouvelle République.
Hapes en est la capitale. Dathomir est annexée par l'Amas sous la Nouvelle République.

### Colonies
Les Colonies, région explorée à la suite de l'installation de la République dans le Noyau, deviennent supérieures à la majorité de la République avec la poursuite des navigations vers le reste de la galaxie.
Elles comprennent notamment Cato Neimodia, origine de la Fédération du Commerce.

#### Espace Herglic
L'Espace Herglic est fondé un millénaire avant que les Herglics n'acceptent une alliance avec la République. Il inclut une quarantaine de systèmes. L'Espace Herglic est plus tard annexé par l'Empire, mais le territoire rejoint la Nouvelle République après la chute de l'Empire.
Giju en est la capitale.

### Mondes du Noyau
Les Mondes du Noyau, ou tout simplement Noyau, sont la zone où la République a été créée, où se concentrent l'art, l'économie, les innovations. Les humains y sont apparus, de nombreuses organisations galactiques installent leur siège social dans le Noyau, par exemple. Coruscant, capitale de la galaxie pendant longtemps, est la principale planète du Noyau, mais cette région contient aussi beaucoup d'autres planètes importantes dans la galaxie, comme Alderaan ou Scipio par exemple.

#### Communauté Atrisienne
La Communauté Atrisienne inclut à peu près 200 systèmes colonisés par les Atrisiens. Après avoir intégré l'Empire plus ou moins de force, elle déclare son indépendance pour plus tard rejoindre la Nouvelle République.
Atrisia en est la capitale.

#### Enclave de Botor/Planètes États de Daupherm
Botor et Daupherm sont temporairement rivales, s'affrontant durant une quarantaine de guerres. Elles deviennent ensuite Région Alliée de la République, les Botori et les Dawferim cohabitant, sans forcément être pacifiques entre eux. Ces deux zones déclarent leur indépendance durant le conflit entre la Nouvelle République et les Vestiges de l'Empire.
Botor est la capitale de l'Enclave de Botor, Daupherm et celle des Planètes États de Daupherm.

#### Secteur corellien
Le Secteur Corellien est l'un des plus importants du Noyau.
Il est nommé d'après Corellia, connue pour sa production de vaisseaux et son Histoire. Nubia est une autre importante planète du Secteur, connue aussi pour la construction de pièces de vaisseaux.

### Noyau profond
Le Noyau Profond est le centre de la Galaxie. Il faut noter que, les étoiles y étant très proches entre elles, la navigation hyperspatiale y est pratiquement impossible. Ainsi, la majorité du Noyau Profond n'a pas été explorée. Peu de routes hyperspatiales y sont connues. Palpatine notamment a souhaité enrichir sa connaissance de cette région de la Galaxie. Il fournit une route passant par le Noyau Profond aux Séparatistes pour permettre la simulation de tentative d'enlèvement du Chancelier de la République (Palpatine lui-même). Sous l'Empire, il poursuit secrètement l'exploration et la colonisation du Noyau Profond. Ainsi, sous l'Empire, il est interdit de naviguer dans cette région sans autorisation.
La principale planète y est pendant longtemps Empress Teta, ou Koros Major, au Nord du Noyau Profond. La planète Byss a quant à elle permis le retour de Palpatine après la chute de l'Empire.